# Dariusz Dudek (kardiolog)
Dariusz Zbigniew Dudek (ur. 26 czerwca 1969 w Krakowie) – polski lekarz kardiolog, profesor nauk medycznych, profesor zwyczajny Collegium Medicum Uniwersytetu Jagiellońskiego, w którym pełni funkcję przewodniczącego Rady Instytutu Kardiologii (2014–2016) oraz ordynatora II Kliniki Kardiologii oraz Interwencji Sercowo-Naczyniowych.

## Życiorys
Studia medyczne ukończył w Collegium Medicum UJ w 1994, gdzie następnie został zatrudniony i zdobywał kolejne awanse akademickie i kliniczne. Pierwszy stopień specjalizacji w zakresie chorób wewnętrznych uzyskał w 1997, zaś drugi - w 2002. Stopień naukowy doktora otrzymał w 1997 na podstawie rozprawy pt. Rola indukowalnej syntazy tlenku azotu w doświadczalnej angioplastyce. Habilitował się w 2005 na podstawie dorobku naukowego i rozprawy pt. Torowana angioplastyka wieńcowa w leczeniu pacjentów ze świeżym zawałem serca z uniesieniem odcinka ST. W 2010 uzyskał specjalizację z kardiologii i rok później został mianowany profesorem nadzwyczajnym UJ. Tytuł naukowy profesora nauk medycznych został mu nadany w 2014. Należy do Polskiego Towarzystwa Kardiologicznego, Europejskiego Towarzystwa Kardiologicznego oraz pełni funkcję członka zarządu Europejskiego Klubu Bifurkacji (European Bifurcation Club). Recenzent polskich i zagranicznych czasopism naukowych. Jego łączny wskaźnik cytowań (IF) > 1000, zaś współczynnik Hirscha = 31.
W pracy badawczej i klinicznej zajmuje się m.in. takimi zagadnieniami jak: hamowanie zjawiska restenozy po zabiegach angioplastyki wieńcowej, stenty pokrywane lekami, optymalizacja zabiegów kardiologii interwencyjnej, zastosowanie leków przeciwpłytkowych i przeciwzakrzepowych w kardiologii interwencyjnej, interwencyjne leczenie świeżego zawału serca, farmakomechaniczne leczenia zawału serca, leczenia pacjentów z ostrymi zespołami wieńcowymi w sieciach zawałowych, zabiegi hybrydowe w wadach serca, chorobach strukturalnych serca oraz miażdżycy wielopoziomowej, denerwacja tętnic nerkowych, hipotermia terapeutyczna, zamykanie uszka lewego przedsionka oraz zabiegi przezskórnej plastyki zastawki mitralnej.
Wielokrotnie wyróżniany i nagradzany. Otrzymał m.in. stypendium Fundacji na Rzecz Nauki Polskiej (1999), nagrody Polskiego Towarzystwa Kardiologicznego za prace wdrożeniowe oraz wybitne publikacje (2006, 2007, 2009), dyplom uznania Polskiego Towarzystwa Kardiologicznego za wybitny dorobek naukowy podnoszący prestiż polskiej kardiologii w świecie (2012). W 2016 otrzymał nagrodę „Kroki Milowe” za wybitne osiągnięcia w leczeniu zawału serca oraz nagrodę dla najlepszego naukowca w Collegium Medicum UJ. W tym samym roku otrzymał także wyróżnienie Gloria Medicinae przyznawane przez Polskie Towarzystwo Lekarskie.
W ramach aktywności społecznej jest inicjatorem Klubów Pacjenta oraz Szkół Serca.
Jego żoną jest psychiatra Dominika Dudek, profesor Uniwersytetu Jagiellońskiego.

## Publikacje
- Nowa strategia leczenia zawału serca. Zasady organizacji małopolskiego programu interwencyjnego leczenia zawału serca (redaktor wraz z Krzysztofem Żmudką), Krakowskie Wydawnictwo Medyczne, Kraków 2001, ISBN 83-88614-08-8
- Torowana angioplastyka wieńcowa w leczeniu pacjentów ze świeżym zawałem serca z uniesieniem odcinka ST (habilitacja), Wydawnictwo Uniwersytetu Jagiellońskiego, Kraków 2005, ISBN 83-233-1983-9
- Ostry zespół wieńcowy - jak leczyć skuteczniej i szybciej? Doustne leki przeciwpłytkowe (współautor wraz z Krzysztofem Filipiakiem oraz Janiną Stępińską), Termedia Wydawnictwa Medyczne, Poznań 2006, ISBN 83-89825-55-4
- Interwencyjne leczenie przewlekłych niedrożności tętnic. Przełom w kardiologii inwazyjnej (redaktor wraz z Leszkiem Bryniarskim), wyd. Exemplum, Poznań 2009, ISBN 978-83-927218-9-5
- Ostre zespoły wieńcowe. Możliwości diagnostyczne i terapeutyczne (redaktor wraz z Robertem Gilem), Termedia Wydawnictwa Medyczne, Poznań 2015, ISBN 978-83-7988-004-1
- ponadto rozdziały w podręcznikach oraz prace publikowane w takich czasopismach jak m.in. „International Journal of Cardiology”, „The Lancet”, „Circulation”, „Journal of the American College of Cardiology”, „European Heart Journal” oraz „EuroIntervention”[9][10][11].

## Kontrowersje

### Sprawa śmierci Jerzego Ziobry
22 czerwca 2006 roku do Szpitala Uniwersyteckiego w Krakowie w związku z chorobą kardiologiczną trafił Jerzy Ziobro, ojciec ówczesnego ministra sprawiedliwości Zbigniewa Ziobry. Zabieg na sercu pacjenta przeprowadził prof. Dariusz Dudek. Mimo pozytywnego przebiegu operacji, Jerzy Ziobro zmarł 2 lipca 2006 roku.
Rodzina zmarłego, w tym minister sprawiedliwości Zbigniew Ziobro, zarzuciła czwórce lekarzy, w tym prof. Dariuszowi Dudkowi oraz prof. Jackowi Dubielowi – ordynatorowi kliniki, w której przebywał Jerzy Ziobro, błędy w diagnozie i sposobie leczenia, które miały przyczynić się do śmierci pacjenta. Krewni Jerzego Ziobry złożyli do prokuratury wniosek o wszczęcie postępowania przeciwko lekarzom w związku z podejrzeniem narażenia pacjenta na utratę zdrowia i życia.
W kwietniu 2008 roku prokuratura umorzyła postępowanie, opierając się na opinii biegłych z Katedry Zakładu Medycyny Sądowej w Łodzi, według których lekarzom operującym Jerzego Ziobrę nie można było zarzucić nieumyślnego, ani tym bardziej umyślnego narażenia pacjenta na utratę zdrowia i życia; zaś śmierci pacjenta nie dało się zapobiec.
Rodzina Ziobrów prywatnie zamówiła ekspertyzę, którą sporządził prof. Ferdinand Leya. Jej wnioski były odmienne od wniosków opinii zamówionej przez prokuraturę. Choć waga procesowa opinii zleconej prywatnie nie mogła być równa z ekspertyzami biegłych działających na zlecenie publiczne, rodzina Jerzego Ziobry zaskarżyła decyzję prokuratury do sądu. Sąd nakazał ponowne rozpatrzenie sprawy. W uzasadnieniu sąd nie sugerował, że lekarze popełnili błędy; zażądał jednak od śledczych poszerzenia materiału dowodowego. Następujące po tym śledztwo prokuratury trwało trzy lata, aż do czerwca 2011 roku, gdy śledczy ponownie stwierdzili, że brak podstaw do postawienia lekarzom zarzutów.
Krystyna Kornicka-Ziobro (wdowa po Jerzym Ziobrze) oraz jej synowie: Zbigniew i Witold, wnieśli wówczas do sądu akt oskarżenia przeciwko lekarzom w formie subsydiarnej. Gdy sąd nie uznał ich roszczeń i oczyścił lekarzy z zarzutów, krewni Jerzego Ziobry zwrócili się do prokuratora generalnego Andrzeja Seremeta z wnioskiem o wniesienie kasacji do Sądu Najwyższego. Prokurator generalny przychylił się do ich prośby i wniósł kasację, którą Sąd Najwyższy rozpatrzył pozytywnie. Według mecenasa Krzysztofa Bachmińskiego, który był w procesie obrońcą prof. Jacka Dubiela, „Sąd Najwyższy, wydając wyrok, nie dysponował aktami tej sprawy. I sam przyznał to w trakcie rozprawy”.
W 2013 roku rozpoczął się wszczęty, na skutek subsydiarnego aktu oskarżenia proces czterech lekarzy z Krakowa oskarżonych o narażenie Jerzego Ziobry na bezpośrednie zagrożenie utraty zdrowia i życia. W trakcie procesu, powołani przez sąd biegli ze Śląskiego Uniwersytetu Medycznego w Katowicach potwierdzili wcześniejsze ustalenia działających na zlecenie prokuratury ekspertów z Łodzi i nie stwierdzili winy kardiologów, wskazując, że Jerzy Ziobro zmagał się z ostrym zespołem wieńcowym, czyli chorobą śmiertelną, oraz podkreślając „wzorowe i profesjonalne zachowanie krakowskich lekarzy”. Według biegłych, „schorzenie pacjenta było na tyle poważne, że mogło doprowadzić do zgonu niezależnie od wprowadzonej metody leczenia”.
W 2016 roku, niecały rok po wyborach parlamentarnych, w których władzę objęło Prawo i Sprawiedliwość, a Zbigniew Ziobro ponownie został ministrem sprawiedliwości i prokuratorem generalnym – prokuratura, która wcześniej sama dwukrotnie umarzała postępowanie (w 2008 i 2011 roku) – wystąpiła przeciwko czterem oskarżonym lekarzom z Krakowa, dołączając do oskarżycieli prywatnych i odtąd sprawa toczyła się w trybie oskarżenia publicznego.
Minister Zbigniew Ziobro zasugerował istnienie biznesowo-towarzyskiego układu między oskarżonymi kardiologami a biegłymi ze Śląskiego Uniwersytetu Medycznego w Katowicach, którzy wydawali opinie niekorzystne dla oskarżycieli, co miało wpłynąć na rzekomą nierzetelność wydanych ekspertyz. Równocześnie minister Ziobro nie przedstawił żadnych dowodów na istnienie takiego układu. W lipcu 2016 roku prokuratura wszczęła postępowanie w sprawie wyłudzenia przez biegłych trzystu siedemdziesięciu tysięcy złotych, czyli kosztu, jaki poniósł Skarb Państwa za przygotowaną przez biegłych opinię uzupełniającą. Według doniesień medialnych, doktorzy i profesorowie kardiologii, którzy byli autorami ekspertyzy, znaleźli się pod ścisłym nadzorem policji, która składała im wizyty wczesnym rankiem.
Zbigniew Ziobro w jednej z publicznych wypowiedzi odniósł się do orzekającej w procesie sędzi Agnieszki Pilarczyk. Część komentatorów uznało tę wypowiedź za dyskredytującą wobec sędzi. Krystyna Kornicka-Ziobro w trakcie wystąpienia na sali sądowej stwierdziła, że „sędzia Pilarczyk stała się stroną w tej sprawie i definitywnie przestała pełnić rolę bezstronnego sędziego. A to ostatecznie dyskwalifikuje ją w tym procesie”. Zbigniew Ziobro stwierdził, że w trakcie procesu sędzia Pilarczyk „złamała prawo”, „naruszyła zasadę równości stron” i „nie była obiektywna”. Przed zamknięciem przewodu sądowego Krystyna Kornicka-Ziobro wniosła do prokuratury zawiadomienie o podejrzeniu popełnienia przestępstwa przez sędzię Agnieszkę Pilarczyk. Pełnomocnicy rodziny Ziobrów złożyli wówczas wniosek o wyłączenie sędzi z orzekania w procesie. Kilka dni później sąd w innym składzie orzekł, że brak podstaw do wyłączenia sędzi z orzekania. Prof. Andrzej Zoll stwierdził, że „prokuratura podejmowała bezprecedensowe próby wpłynięcia na decyzję sądu” poprzez „skoordynowane działanie, mające na celu niedopuszczenie do wydania wyroku”, co określił jako „niedopuszczalne”.
Pełnomocnicy rodziny Ziobrów oraz sam Witold Ziobro w wystąpieniach końcowych żądali kary pozbawienia wolności dla czworga oskarżonych lekarzy, jednak 10 lutego 2017 roku sąd uniewinnił oskarżonych od wszystkich stawianych im zarzutów.
Profesor Dariusz Dudek, po zapadnięciu tego wyroku, nazwał serię procesów „obławą”, w której „aparat państwa zaczął nas osaczać w zasadzie z każdej strony”, „wciągnął w sprawę kilkadziesiąt osób” oraz stworzył „akt oskarżenia zawierający masę manipulacji”, „napisany bardzo agresywnie, starający się pokazać zmowę lekarzy zawartą przeciwko życiu pana Jerzego”. Profesor Dudek stwierdził, że „każdego dnia” lekarze „zabiegali o (...) dobro” pacjenta. Kardiolog zauważył, że według oskarżycieli „od samego przyjęcia pana Jerzego Ziobry do kliniki [lekarze] mieli mieć zamiar narażenia go na niebezpieczeństwo”, nawet wówczas, gdy znajdowali się w domu, kilka dni po zabiegu. Według profesora Dudka sprawa ta uderzyła „nie tylko w (...) oskarżonych, ale w całą polską medycynę”.
Profesor Jacek Dubiel odnosząc się do stawianych mu zarzutów stwierdził, że „nie poczuwa się do (...) winy” i ma „czyste sumienie”, a jedyną jego winą jest to, że „w ciągu 50 lat pracy w zawodzie lekarza nie poznał wszystkich tajemnic biologii”. Profesor Dubiel, cytując łacińską sentencję plus ratio quam vis (tzn.: więcej znaczy rozum niż siła; motto UJ), stwierdził, że w kontekście oskarżeń formułowanych przez rodzinę Jerzego Ziobry „siła władzy miała okazać się większa niż siła umysłu i racji”.

### Przeszukanie prof. Dominiki Dudek przez CBA
23 grudnia 2015 we wczesnych godzinach porannych funkcjonariusze Centralnego Biura Antykorupcyjnego przeszukali na zlecenie Prokuratury Apelacyjnej w Katowicach dom, gabinet, aptekę i pokój na uniwersytecie prof. Dominiki Dudek, żony prof. Dariusza Dudka.
Przeszukanie związane było z dochodzeniem w sprawie wystawiania refundowanych recept na fikcyjnych pacjentów. Według relacji Bogusława Sonika rewizję rozpoczęto od przeszukania domu prof. Dominiki Dudek, gdzie o godzinie szóstej rano zjawiło się czterech funkcjonariuszy CBA z bronią. Funkcjonariusze mieli zabezpieczyć nośniki komputerowe, telefon i notatniki. Prof. Dominika Dudek oświadczyła, że nigdy nie sfałszowała żadnej recepty.
Dominika Majewska przedstawiła na łamach portalu NaTemat.pl hipotezę, że przeszukanie prof. Dominiki Dudek miało związek ze sprawą prof. Dariusza Dudka. Po tej publikacji Ministerstwo Sprawiedliwości stwierdziło we własnym komunikacie, że „tekst [Dominiki Majewskiej] zawiera liczne pomówienia i insynuacje, a zawarte w nim informacje dotyczące Zbigniewa Ziobry są nieprawdziwe. Minister Ziobro nie zna prof. Dominiki Dudek. Nie posiada żadnej wiedzy na temat prowadzonego wobec niej postępowania przez Prokuraturę Apelacyjną w Katowicach”.
Opinię dziennikarki NaTemat.pl podzielił za to prof. Jerzy Vetulani, który bezpośrednio po zajściu sugerował, że wtargnięcie do domu prof. Dudek miało być aktem politycznej zemsty: „– Z ostatniej chwili – / Dominika lekarz dobry / jest na celowniku Ziobry. / Oszalały syn zbolały / cebaowskie chwyta pały. / „Sprawcie proszę tęgie baty / wszystkim winnym śmierci taty”. / I w ten sposób świtem dzisiaj / ma wizytę Dominisia”.